# Borger (Holandia)
Borger – wioska w północno-wschodniej Holandii, w prowincji Drenthe, w gminie Borger-Odoorn. Do 1998 okolice miejscowości stanowiły samodzielną gminę. Leży około 18 kilometrów na wschód od Assen.

## Zabytki
- Kościół z XIX wieku, z wieżą datowaną na XIV wiek.
- Dolmen – największy grobowiec w Holandii – znajduje się na północno-wschodnim krańcu miejscowości[1].

## Linki zewnętrzne

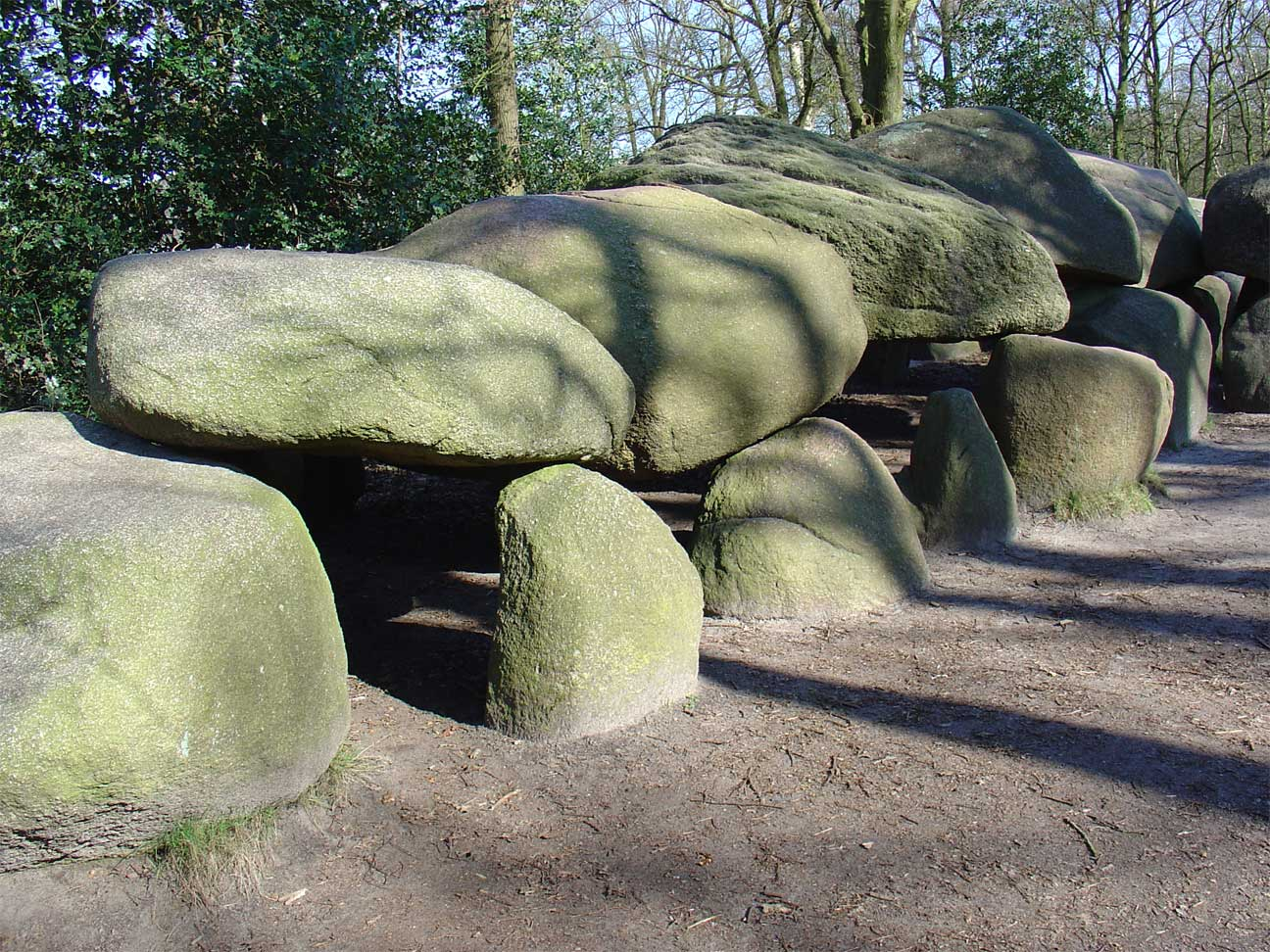
Największy grobowiec Holandii

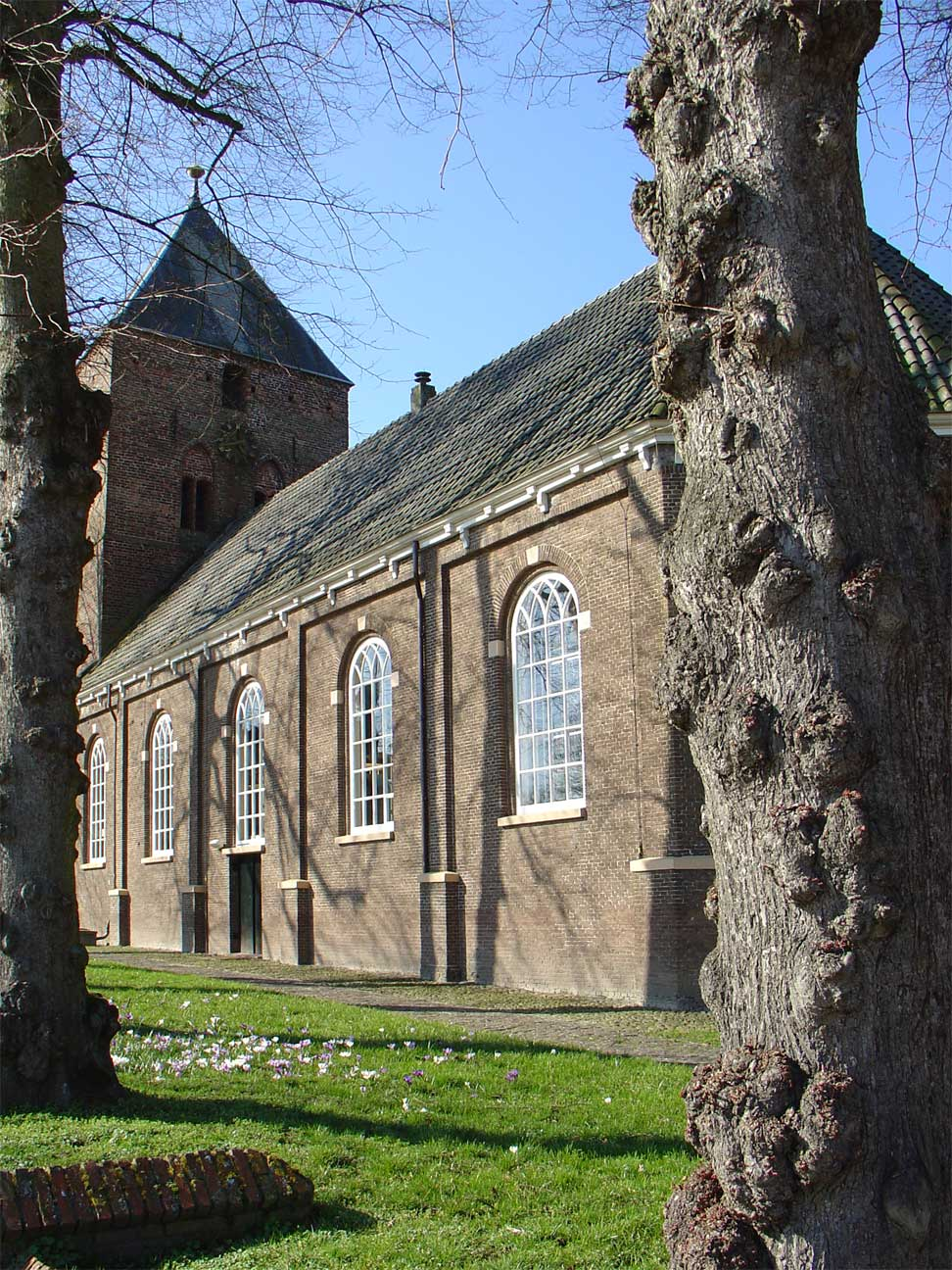
Kościół w Borger